# Phytophthora infestans
 La peronospora della patata e del pomodoro  (Phytophthora infestans) è un microrganismo appartenente alla classe degli Oomycetes che colpisce in particolare le piante della famiglia delle Solanacee.
Phytophthora infestans è stata la causa principale della grande carestia che colpì l'Irlanda tra il 1845 e il 1849.

## Distribuzione geografica e centro di origine
L'origine geografica di P. infestans è stata oggetto di lunghi dibattiti in campo scientifico, che hanno individuato come possibili centri di origine il Messico e le Ande.
Secondo i primi studi, risalenti al XIX secolo, P. infestans ha come centro di origine alcune aree andine (in particolare Bolivia, Ecuador e Perù)  che corrispondono al centro di origine della patata coltivata e di altre solanacee.
Queste teorie sembrano confermate da studi più recenti sull'analisi del DNA mitocondriale e nucleare.
Inoltre, le prime coltivazioni di patata colpite dalla malattia in Irlanda furono Lima, Peruviennes e Cordilieres, importate proprio dalle zone andine; questo indicherebbe la diffusione del patogeno dalle Ande all'Europa.
Un'altra teoria individua come centro di origine del patogeno alcune aree del Messico (in particolare gli altipiani della Valle di Toluca), per la presenza di un'elevata diversità genetica del microrganismo e per l'osservazione della riproduzione sessuale
che è invece meno comune nelle aree andine.
Dal Messico si sarebbe poi diffusa negli Stati Uniti agli inizi del XIX secolo e da lì in Europa causando la carestia irlandese del 1845 e diffondendosi nel resto del mondo.
Una terza teoria indica il Messico come centro di origine del patogeno, ma le Ande come origine dell'inoculo che causò la carestia irlandese.
Secondo questa teoria il patogeno migrò prima dal Messico alle Ande e poi dalle Ande agli Stati Uniti e quindi all'Europa. Attualmente è presente in tutte le aree nelle quali si coltivano pomodoro e patata; diventa preoccupante nelle regioni fresche e umide mentre nelle regioni caldo–secche gli attacchi sono in genere meno gravi.

## Ospiti
È grave in particolare su pomodoro, patata e occasionalmente anche su melanzana; è però in grado di attaccare altre solanacee in natura, in particolare specie appartenenti ai generi Solanum e Physalis. Oltre che sulle solanacee è stata segnalata su una decina di altre famiglie botaniche.

## Sintomatologia
Vengono di seguito descritti i sintomi su pomodoro e su patata, le colture più comunemente colpite da questa malattia e sulle quali si hanno i maggiori danni economici.

### Pomodoro
I sintomi si manifestano su tutti gli organi della pianta e possono portare alla perdita completa della produzione.
Sulle bacche di pomodoro si osservano macchie di colore dapprima grigio – verdastre, in seguito brune soprattutto all'apice stilare dei frutti ancora verdi. Le macchie tendono a disidratarsi e divenire depresse ed asciutte, a contorni ben definiti e con superficie leggermente scabra. La parte centrale della macchia raggrinzisce e assume una consistenza stopposa. I frutti colpiti vanno incontro ad un marciume molle con decomposizione dei tessuti. Anche in caso di attacco poco intenso, con il sintomo localizzato ad alcune aree, il prodotto risulta comunque incommerciabile.

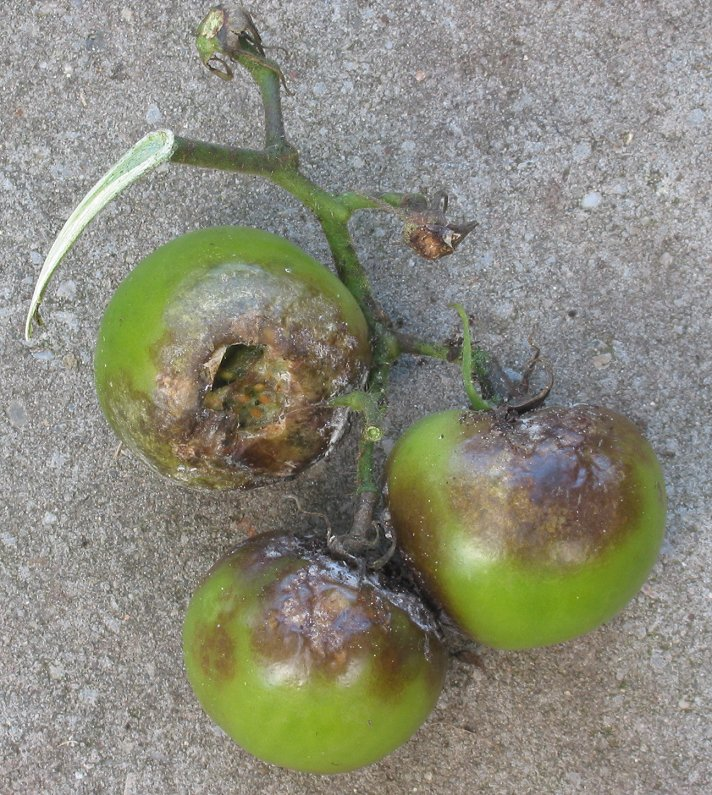
Sintomi di Phytophthora infestans su bacche di pomodoro

Sulle foglie, inizialmente compaiono delle aree decolorate che tendono ad inscurire assumendo una colorazione prima verde – scuro e poi brunastra. In corrispondenza di queste macchie, in condizioni termoigrometriche ideali, nella pagina inferiore può comparire una muffetta biancastra costituita dagli sporangiofori del patogeno. Le macchie possono ingrandirsi, confluire e portare al disseccamento dell'intero lembo fogliare.
Sui fusti compaiono macchie irregolari, con perdita di turgore e successiva rottura del fusto.
Sui piccioli fogliari, sui fusticini e sui peduncoli dei fiori il sintomo, analogo a quello sulle foglie, si evidenzia in caso di forti attacchi con zone allessate, di colore verde scuro – brunastro, che possono interessare l'intera circonferenza dell'organo. La necrosi può approfondirsi fino ai tessuti conduttori, con rottura della parte sovrastante o blocco dell'attività metabolica con conseguente disseccamento.

### Patata
Sui tuberi si ha la formazione di aree scure con necrosi dei tessuti sottostanti; i tessuti colpiti assumono un aspetto spugnoso. Le zone colpite assumono colorazione rossastra o bluastra e appaiono come lesioni leggermente depresse di forma irregolare. Su queste lesioni si sviluppano facilmente, specialmente in magazzino, marciumi molli maleodoranti causati da batteri (gangrena umida) o marciumi secchi causati da Fungi (gangrena secca).
Anche se non vi è un attacco diretto, i tuberi vengono comunque danneggiati dalla perdita dell'apparato fogliare con conseguente riduzione della fotosintesi e quindi di accumulo di sostanze di riserva nel tubero.

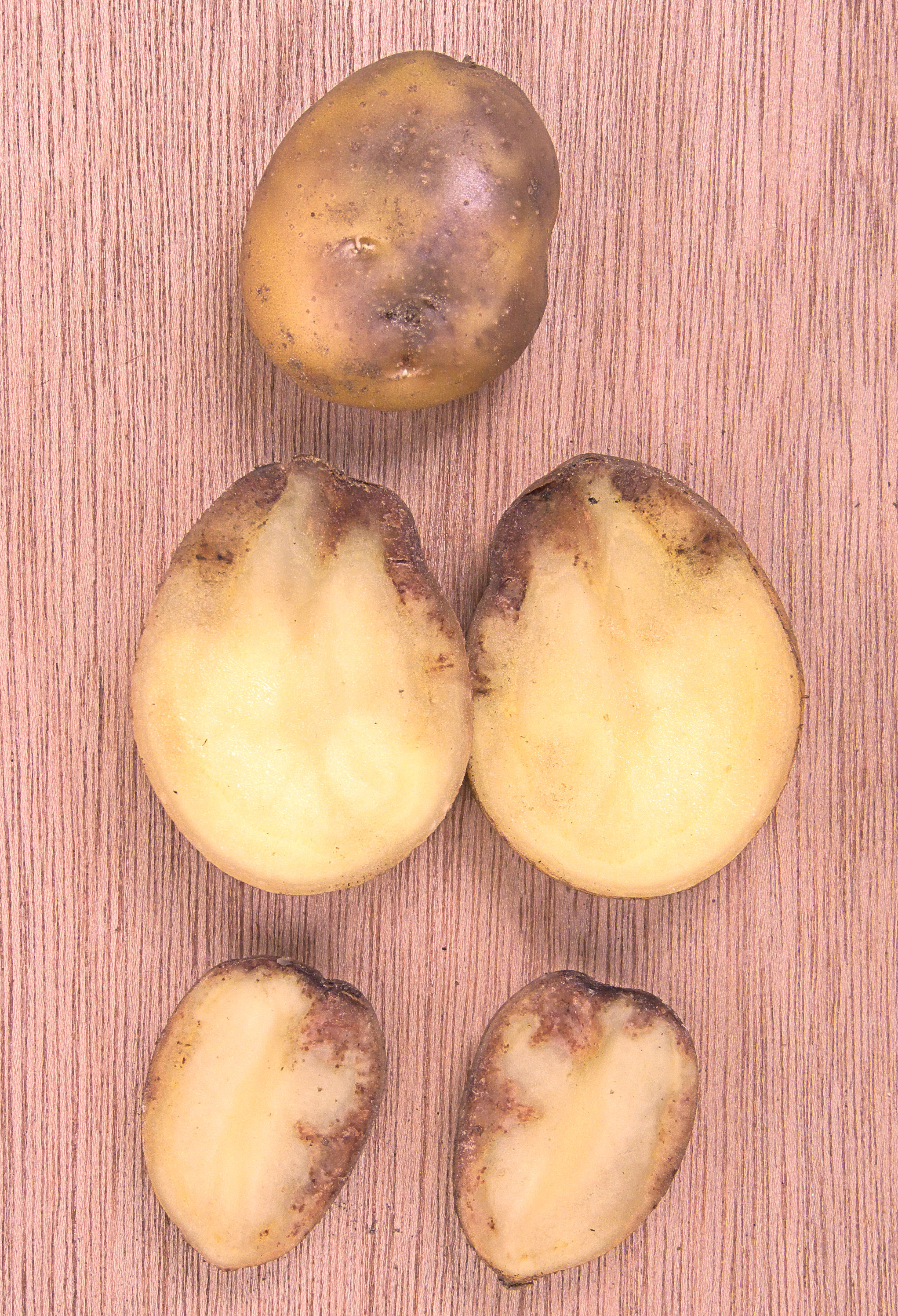
Sintomi di Phytophthora infestans su patata (cultivar Dorè)

Sulle foglie compaiono aree dapprima più chiare, che successivamente tendono ad assumere una colorazione verde  - brunastra. I tessuti perdono turgore, andando incontro a necrosi secca che può estendersi e interessare tutta la superficie dell'organo colpito.
Nel momento in cui le macchie cambiano colore, passando dal giallo al verde – brunastro, si può osservare l'evasione del patogeno nella pagina inferiore, sotto forma di una muffetta biancastra, portante gli zoosporangiofori e gli zoosporangi. L'evasione è ben visibile se le condizioni ambientali sono idonee. La sintomatologia sulle foglie è soggetta ad una certa variabilità, in base a temperatura, umidità, intensità luminosa e cultivar ospite.
Sui fusticini e sui piccioli fogliari e fiorali si osservano aree imbrunite che possono estendersi a tutta la circonferenza dell'organo causando una strozzatura con perdita di funzionalità e di stabilità. I tessuti colpiti vanno incontro a marcescenza e perdita di turgore. In condizioni di elevata umidità anche su questi tessuti si può osservare la sporulazione, anche se meno consistente rispetto a quella sulle foglie.

## Descrizione e morfologia

### Micelio
In Phytophthora infestans il micelio è cenocitico (non settato), costituito da una massa citoplasmatica multinucleata racchiusa da una singola parete cellulare.

### Zoosporangiofori
Chiamati anche più semplicemente sporangiofori, sono caratterizzati da crescita continua, assenza di setti,  presentano dei rigonfiamenti al di sotto dello zoosporangio che portano all'apice.

### Zoosporangi
Gli zoosporangi (o sporangi) sono strutture a forma di sacco che contengono le zoospore (spore asessuali). Sono ialini, limoniformi, con parete cellulare sottile, con diametro di 20 – 40 µm x 16 – 24 µm, dotati di papilla apicale e di pedicello basale. Sono visibili come un alone biancastro sulla pagina inferiore delle foglie infette. Se le condizioni di umidità e temperatura sono adeguate gli zoosporangi liberano le 8 - 12 zoospore in essi contenute per rottura della parete cellulare a livello della papilla apicale.

### Zoospore
Le zoospore sono uninucleate e biflagellate e si muovono in un velo d'acqua. I due flagelli sono diversi: uno è più lungo, a forma di frusta; l'altro è più corto con due file laterali di ciglia all'estremità. In condizioni ideali di umidità e temperatura, le zoospore emergono dagli zoosporangi.

### Cisti
Sono una forma di svernamento delle zoospore che ritraggono i flagelli e formano un ispessimento alla parete cellulare che le protegge dalle condizioni ambientali avverse.

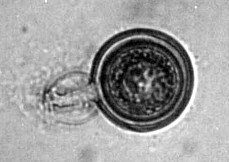
Oospora di Phytophthora infestans con anteridio. Si noti la spessa parete cellulare

### Oospore
La loro prima osservazione in coltura pura risale al 1922, ma furono rinvenute in natura per la prima volta in Messico solo nel 1958. Misurano 24 – 46 µm di diametro e germinano producendo uno sporangio. Si originano per riproduzione sessuale dall'unione dell'oogonio e dell'anteridio.

## Biologia ed epidemiologia

### Ciclo biologico
Phytophthora infestans è un patogeno facoltativo, che può essere considerato emibiotrofico in quanto spesso le cellule vegetali colpite muoiono.
Il ciclo biologico di P. infestans  è stato descritto per la prima volta nel 1876 da Anton de Bary. È un ciclo complesso, con la formazione di due tipi di spore: le zoospore, prodotte per via agamica e le oospore,  prodotte (seppur raramente) per via sessuale.
L'inoculo primario, che consente l'avvio delle infezioni, può essere composto sia da oospore che da sporangi, ma siccome le prime sono prodotte raramente, il ciclo di P. infestans comincia dai tuberi infetti, dai residui di vegetazione sul terreno, o da piante spontanee infette, dove il patogeno sverna come micelio. Nelle zone tropicali, dove gli ospiti sono coltivati a ciclo continuo lo svernamento del patogeno assume poca importanza per l'avvio delle infezioni; al contrario è molto importante nelle zone temperate dove costituisce l'inoculo per le infezioni primaverili.
Il ciclo vitale del patogeno è caratterizzato da tre fasi:
- formazione del micelio nella pianta ospite
- espansione del patogeno nella pianta ospite
- formazione e dispersione delle spore

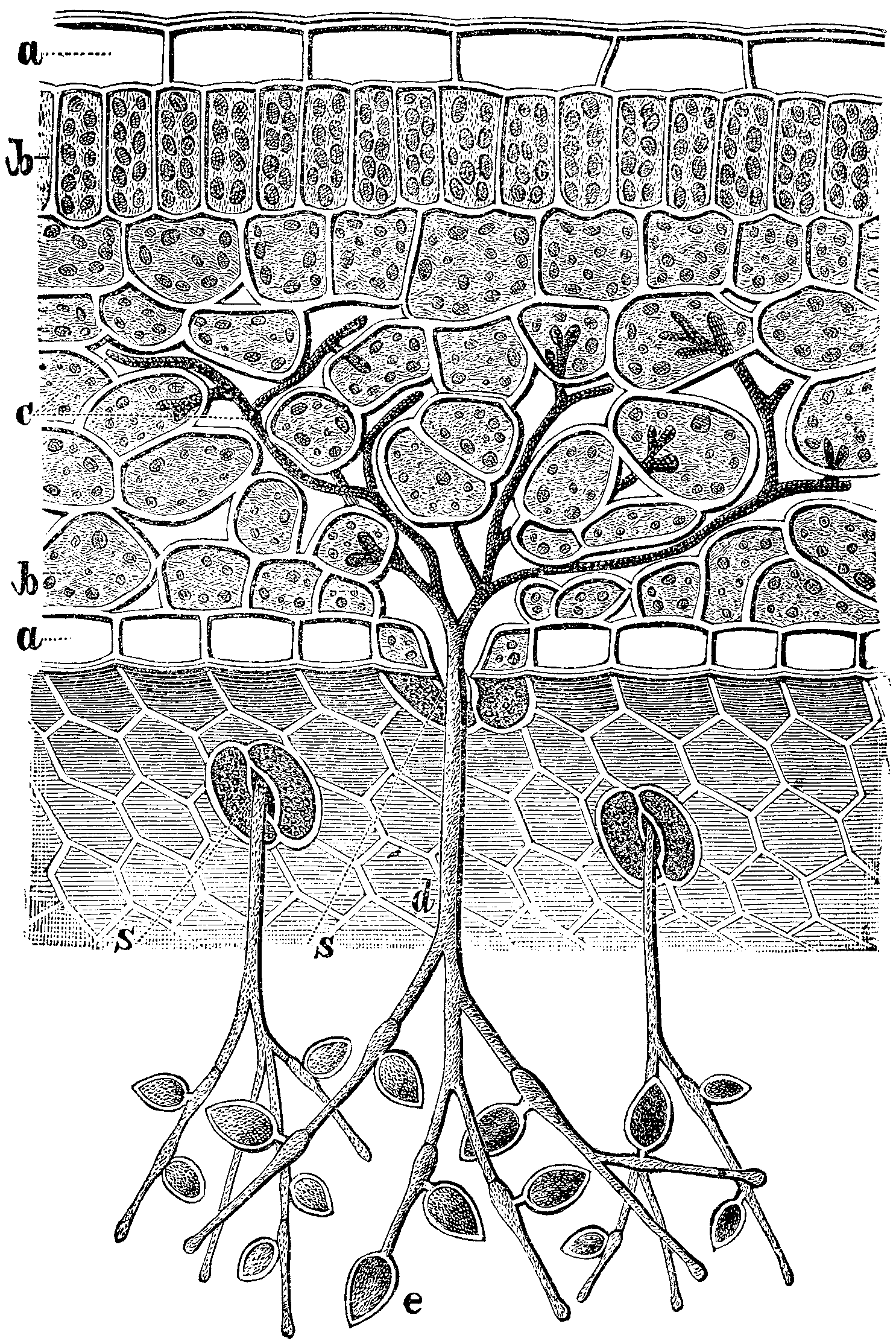
Colonizzazione di una foglia da parte di P. infestans, penetrata attraverso gli stomi. a=cuticola fogliare, b=parenchima a palizzata (sopra) e parenchima lacunoso (sotto), c=micelio, d=rami sporangiofori, e=sporangi, s=pagina inferiore

Le prime infezioni si hanno sulle foglie vicine al terreno, tramite le zoospore liberate dagli zoosporangi, a loro volta prodotti dal micelio svernante.
La formazione di zoosporangi è ottimale al 100% di umidità relativa e 21 °C. Essi sono molto sensibili al disseccamento e dopo essere stati dispersi dal vento o dagli schizzi d'acqua richiedono un velo di acqua per poter germinare.
Si può avere germinazione per liberazione di zoospore oppure germinazione diretta dello sporangio.
La temperatura ottimale per la germinazione tramite liberazione di zoospore è 12 °C; mentre per germinazione diretta dello zoosporangio è di 24 °C.
Le zoospore liberate, muovendosi in un velo d'acqua, raggiungono la vegetazione e penetrano tramite gli stomi. Questa fase è favorita da temperature superiori a 10 °C e bagnatura fogliare per almeno 10 – 12 ore. Le zoospore si incistano sulla superficie del vegetale e possono germinare attraverso un tubulo germinativo che penetra l'ospite attraverso gli stomi o per perforazione della cuticola, avvalendosi anche di particolari enzimi cellulosolitici e chitinolitici. Una volta all'interno della pianta il micelio cresce sia intercellularmente che intracellularmente tramite austori che si estendono nelle cellule.
In condizioni di umidità atmosferica molto elevata e a temperature prossime ai 25 °C, gli zoosporangi possono germinare direttamente con emissione di un tubulo germinativo e dare origine all'infezione.
La penetrazione nell'ospite avviene a temperature comprese tra 10 e 30 °C; in seguito la temperatura ottimale per lo sviluppo all'interno dell'ospite è 21 °C. In genere questi primi attacchi non sono preoccupanti, ma se si susseguono condizioni di elevata umidità relativa e temperatura tra 10 e 24 °C le infezioni possono propagarsi molto rapidamente.
Il periodo di incubazione varia da 2 a 6 giorni, a seconda delle condizioni ambientali e della sensibilità della cultivar.
Nella patata, l'attacco ai tuberi avviene tramite le zoospore prodottesi sulla vegetazione, che cadute al suolo raggiungono i tuberi e vi penetrano tramite lenticelle o microferite. Le piogge o le irrigazioni infatti, possono dilavare gli sporangi dalle foglie e trasportarli sul terreno e quindi sui tuberi. La situazione è particolarmente grave se i tuberi presentano spaccature, causate ad esempio da aridità del terreno in seguito di scarsa pioggia. In genere gli sporangi giungono nei primi 5–7 cm di profondità.
Attraverso gli stomi, le lenticelle dei tuberi o le fratture epidermiche del pomodoro il patogeno emette gli zoosporangiofori portanti gli zoosporangi e dando così avvio alle infezioni secondarie.

### Ciclo biologico nel terreno
La sopravvivenza nel suolo dei propaguli di P. infestans (zoospore, sporangi, micelio, oospore) determina la densità di inoculo per le infezioni primarie e quindi la severità degli attacchi. Lo studio del loro comportamento nel terreno è quindi fondamentale per una corretta comprensione dell'epidemiologia del patogeno.
Sopravvivenza dei propaguli asessuali
Nel suolo è possibile rinvenire tre forme inoculo di origine agamica:
- zoospore prodotte sulle foglie e trasportate al suolo dall'azione dell'acqua
- micelio che sopravvive come saprofita sui residui vegetali
- micelio e sporangi che sopravvivono sui tuberi di patata o piante spontanee

La forma principale di conservazione dell'inoculo nel suolo sono gli sporangi, in quanto il micelio e le zoospore non sopravvivono a lungo (possono comunque sopravvivere più a lungo se incistate).
I terreni argillosi o limosi permettono una conservazione dell'inoculo più duratura rispetto ai terreni sabbiosi, in quanto in questi ultimi i propaguli vengono facilmente dilavati e portati in profondità dall'acqua. In genere il pH è un fattore importante per la repressività verso P. infestans poiché terreni acidi inibiscono lo sviluppo del patogeno.
Un altro elemento importante che sfavorisce l'attività di P. infestans nel suolo è la presenza di ioni alluminio Al+++, tossici per il microrganismo.
Sopravvivenza delle oospore 

Le oospore di P. infestans possono sopravvivere nel suolo fino a 10 anni, anche se in genere si mantengono vitali per 1 – 2 anni. L'importanza delle oospore come mezzo di conservazione dell'inoculo è però limitata, in quanto vengono formate raramente in natura.

## Ciclo riproduttivo
P. infestans  si riproduce prevalentemente per via asessuale tramite sporangi sviluppati sui tessuti infetti dell'ospite che possono germinare direttamente o liberare zoospore mobili. Generalmente il patogeno sverna come micelio sui residui colturali infetti.
Il patogeno è diploide durante tutto il suo stadio vitale, con l'eccezione della formazione dei nuclei aploidi nei gametangi durante la riproduzione sessuale.
Ciclo asessuale 

Nella riproduzione agamica, si osservano le seguenti fasi:
- sporulazione: il patogeno differenzia strutture sacciformi detti zoosporangi (o più semplicemente sporangi) che si formano su strutture ramificate dette zoosporangiofori (o sporangiofori). Gli sporangi trasportati dal vento possono infettare piante a chilometri di distanza se non seccano durante il percorso; alla temperatura di 15 °C uno sporangio produce 10 – 12 zoospore mobili biflagellate.
- germinazione: gli sporangi stessi o le zoospore producono un tubulo germinativo che differenzia un appressorio in grado di penetrare le cellule (attraverso gli stomi). La penetrazione richiede 2 ore in condizioni ottimali.
- crescita vegetativa: le ife crescono intercellularmente e invadono i tessuti dell'ospite stabilendo un rapporto di tipo biotrofico con le cellule vegetali tramite gli austori;  con il procedere dell'infezione nuovi sporangi sono prodotti sui tessuti dell'ospite.

Ciclo sessuale

P. infestans è eterotallico e può riprodursi sessualmente con l'incontro di due tipi sessuali denominati A1 e A2, anche se ciò sembra che avvenga raramente in natura.
I due tipi sessuali si distinguono per alcune caratteristiche morfologiche e per la produzione di ormoni che inducono la formazione del gametangio nel tipo sessuale opposto.
Con l'incontro dei due tipi sessuali (A1 e A2) si ha la formazione di un micelio diploide che consente la differenziazione dell'oogonio (gametangio femminile) e dell'anteridio (gametangio maschile) su due ife separate. I due gametangi contengono i nuclei aploidi. A questo punto i due nuclei aploidi si fondono, con l'anteridio che entra nell'oogonio. La fusione dei gametangi porta alla formazione di una oospora diploide, che in condizioni ambientali idonee produce un tubulo germinativo portante uno sporangio apicale che potrà liberare le zoospore o formare lui stesso un tubulo germinativo e fungere da inoculo primario.
Prima del 1980 la presenza di entrambi i tipi sessuali era nota solo in Messico, dove alla fine degli anni cinquanta fu osservata per la prima volta la formazione di oospore in natura mentre il tipo A1 era già diffuso in tutto il mondo.
Il tipo A2 si è diffuso a partire dagli anni 40 – 50 dal Messico, per giungere nel 1984 in Svizzera, e per diffondersi in seguito in Stati uniti, Europa, Asia, Nord Africa.
Questo ha causato un aumento della variabilità genetica del patogeno data dalla riproduzione sessuale, con conseguente aumento del pericolo per le colture per l'abilità del patogeno di aggirare le resistenze.

## Lotta

### Patata
Strategie preventive 

Una corretta gestione agronomica della coltura e l'attuazione di alcune tecniche preventive permettono di limitare l'incidenza di P. infestans, anche se non sempre consentono di eliminare completamente la necessità di intervenire chimicamente.
Tra le strategie più importanti troviamo:
- impiego di tubero seme sano
- distruzione delle erbe spontanee, in particolare se appartenenti alla famiglia delle solanacee
- distruzione dei residui colturali tramite bruciatura o trattamento con erbicidi prima di piantare altre patate
- garantire una buona copertura dei tuberi da parte del terreno con una buona rincalzatura
- rimozione dei tuberi infetti prima dello stoccaggio, in quanto P. infestans e funghi saprofiti secondari possono proliferare anche in magazzino
- impiego, se possibile, di cultivar resistenti
- evitare semine eccessivamente fitte che aumenterebbero l'umidita nella vegetazione
- ampie rotazioni colturali

Sviluppo di cultivar resistenti 

Lo sviluppo di cultivar resistenti verso P. infestans è uno degli obiettivi primari nel miglioramento varietale della patata.
È probabile che eventuali fonti naturali di resistenza al patogeno siano da ricercare nel centro di origine della patata, che corrisponde a quello di P. infestans.
Resistenze verso P. infestans sono state descritte in molte specie selvatiche di patata, in particolare su Solanum acaule, Solanum chacoense, Solanum bulbocastanum, Solanum demissum, Solanum sucrense, Solanum toralapanum,  Solanum verrucosum e molte altre.
In particolare Solanum demissum è stata molto usata per ottenere cultivar resistenti alla peronospora della patata per la presenza di geni di resistenza (denominati geni R). Il miglioramento genetico classico è però lungo e laborioso, in quanto richiede ripetuti incroci per ottenere una cultivar con le volute caratteristiche di resistenza al patogeno e che sia al tempo stesso agronomicamente valida e gradita al consumatore.
L'impiego della biologia molecolare per ottenere patate geneticamente modificate potrà consentire una forte riduzione dei tempi e l'ampliamento delle fonti naturali di resistenza impiegabili rispetto al miglioramento genetico classico. Tali tecniche innovative devono però sottostare a severe norme legislative e non ultimo, al giudizio dell'opinione pubblica.
Lotta chimica

Nelle strategie di difesa di tipo chimico è bene impiegare alternativamente diversi principi attivi, appartenenti a differenti famiglie chimiche e aventi diverso meccanismo d'azione. In questo modo si limita l'insorgenza di fenomeni di resistenza da parte del patogeno. In genere i primi trattamenti chimici si effettuano quando si verificano le condizioni ambientali predisponenti all'infezione (temperature comprese tra 10 e 25 °C, pioggia, nebbia, elevata umidità relativa). In seguito si continua adottando un turno di 7 – 10 giorni in base alla persistenza dei prodotti impiegati oppure si segue l'evoluzione della malattia secondo l'andamento climatico e affidandosi ai modelli previsionali.
Tra i principi attivi impiegabili, troviamo:
- rameici
- metalaxyl
- metalaxil–m
- mancozeb
- iprovalicarb
- dimetomorf + ossicloruro di rame
- cimoxanil
- benalaxil
- cyazofamid

### Pomodoro
Lotta agronomica

Tra le metodologie preventive, utili a limitare l'insorgenza del patogeno, ma non sempre risolutive, ricordiamo:
- impiegare cultivar tolleranti
- evitare l'irrigazione a pioggia
- favorire l'arieggiamento nelle serre
- effettuare concimazioni equilibrate in grado di consentire un corretto sviluppo della pianta
- tutorare le piante, evitando che i rami tocchino il suolo
- attuare rotazioni colturali, meglio se con specie non appartenenti alla famiglia delle solanacee
- aumentare la distanza tra le piante per permettere un buon ricircolo dell'aria ed evitare ristagni di umidità
- orientare le file parallelamente ai venti prevalenti per permettere un'asciugatura più rapida e un minor tempo di bagnatura fogliare
- irrigare prevalentemente al mattino piuttosto che al pomeriggio. Questo permette al fogliame e al terreno di asciugare prima che sia sera
- eliminare le solanacee spontanee

Lotta chimica

Nelle prime fasi dopo il trapianto se si presenta il rischio di infezioni di peronospora è buona norma impiegare fungicidi specifici, come cimoxanyl e dimetomorf in miscela con rame e mancozeb. Nelle fasi successive, nelle quali la crescita vegetativa è intensa è consigliabile avvalersi di prodotti sistemici (iprovalicarb, metalaxyl, metalaxyl–m, benalaxyl, benalaxyl;– m) o translaminari (cymoxanil, dimetomorf, miscele di zoxamide + mancozeb, cyazofamid, pyraclostrobin + metiram).
Dalla fase di allegagione alla maturazione si osserva l'arresto della crescita vegetativa;  è opportuno impiegare fungicidi translaminari in grado di legarsi con le cere epicuticolari, in modo da garantire una buona persistenza e resistenza al dilavamento. Fungicidi come azoxystrobin, pyraclostrobin+metiram, oppure fenamidone o famoxadone in miscela con mancozeb o rame presentano anche una buona azione contro alternaria.
Considerata la pericolosità della malattia è opportuno iniziare i trattamenti appena si presentano le condizioni ambientali adatte per il patogeno e proseguire con turni di 6-12 giorni a seconda della persistenza del principio attivo impiegato.